# Psychroteuthis glacialis
Psychroteuthis glacialis Thiele, 1920 è un mollusco cefalopode appartenente all'ordine Oegopsida. Si tratta dell'unica specie conosciuta del genere monotipico Psychroteuthis e della famiglia Psychroteuthidae. 

## Descrizione
In P. glacialis il mantello è allungato e termina posteriormente in una coda appuntita; le pinne sono circa romboidali, più allungate posteriormente verso la coda, anteriormente hanno due evidenti lobi. La lunghezza delle pinne è compreso tra il 55 e il 60% della lunghezza totale del mantello. Gli occhi sono grandi. Le braccia hanno più o meno la stessa lunghezza, le ventose sono disposte in due serie e non hanno denti tranne quelle nella parte finale dell'appendice. I tentacoli sono lunghi e le clave tentacolari sono espanse. Le ventose della clava sono disposte in quattro serie nella parte mediale o mano, la fila ventromediale è composta da ventose ingrandite mentre nella serie dorsomediale l'ingrossamento è minore. La parte finale e la parte distale della clava, definita dattilo, ha da 4 a 7 serie di ventose. Nella parte prossimale della clava tentacolare (carpo) una fila di ventose alternate a cuscinetti si prolunga sullo stelo del tentacolo. All'apice del terzo paio di braccia delle femmine adulte è presente un grande fotoforo composto, non è certo se i maschi lo posseggano. Questo organo luminoso è composto da fotofori più piccoli disposti a zig zag e ricoperti di tessuto scuro. Non vi sono fotofori sul mantello o sulla testa. 
Le paralarve a causa della forma delle pinne, delle ventose della clava tentacolare assai più piccole di quelle delle braccia e della posizione molto anteriore della ghiandola digestiva sono molto simili a quelle degli Histioteuthidae.
Il mantello può raggiungere i 44 cm di lunghezza.

## Distribuzione e habitat
È presente nell'oceano Antartico dove rappresenta la specie di cefalopode pelagico più abbondante. 
Si tratta di una specie oceanica e mesopelagica. Nel mare di Weddell viene catturato tra i 230 e i 920 metri di profondità. I giovanili e le paralarve vengono catturate in acque superficiali, con l'accrescimento gli individui si spostano verso profondità maggiori.

## Biologia
Sembra che il ciclo vitale di questa specie duri due anni e che i maschi raggiungano la maturità a un'età e a una taglia inferiori rispetto alle femmine.

### Alimentazione
Il calamaro glaciale si nutre di una vasta gamma di crostacei e di pesci ossei, in particolare di krill antartico, di pesci lanterna e di aringhe antartiche. È noto anche che pratichi il cannibalismo.

### Predatori
Tra i vari animali che si nutrono regolarmente del calamaro glaciale (oltre ai membri della sua stessa specie) figurano il petrello antartico, l'albatros mantochiaro, la foca di Ross, l'elefante di mare del sud, la foca di Weddell, il merluzzo australe, l'albatros urlatore, l'albatros testagrigia e il pinguino imperatore. Si tratta di una specie fondamentale per la rete alimentare antartica.

## Pesca
La specie non viene pescata anche se la carne compatta e priva di ammoniaca, la taglia e l'abbondanza potrebbero essere caratteristiche desiderabili per una specie commerciale.

## Conservazione
La specie è molto abbondante, diffusa su un amplissimo areale e non è oggetto di pesca specifica o soggetta ad altri impatti. Per questi motivi la IUCN la classifica come "a rischio minimo".

## Tassonomia
Anche se finora è stata confermata solamente l'esistenza di una specie, è possibile che ne esistano anche altre due non ancora descritte.